# 철도경찰

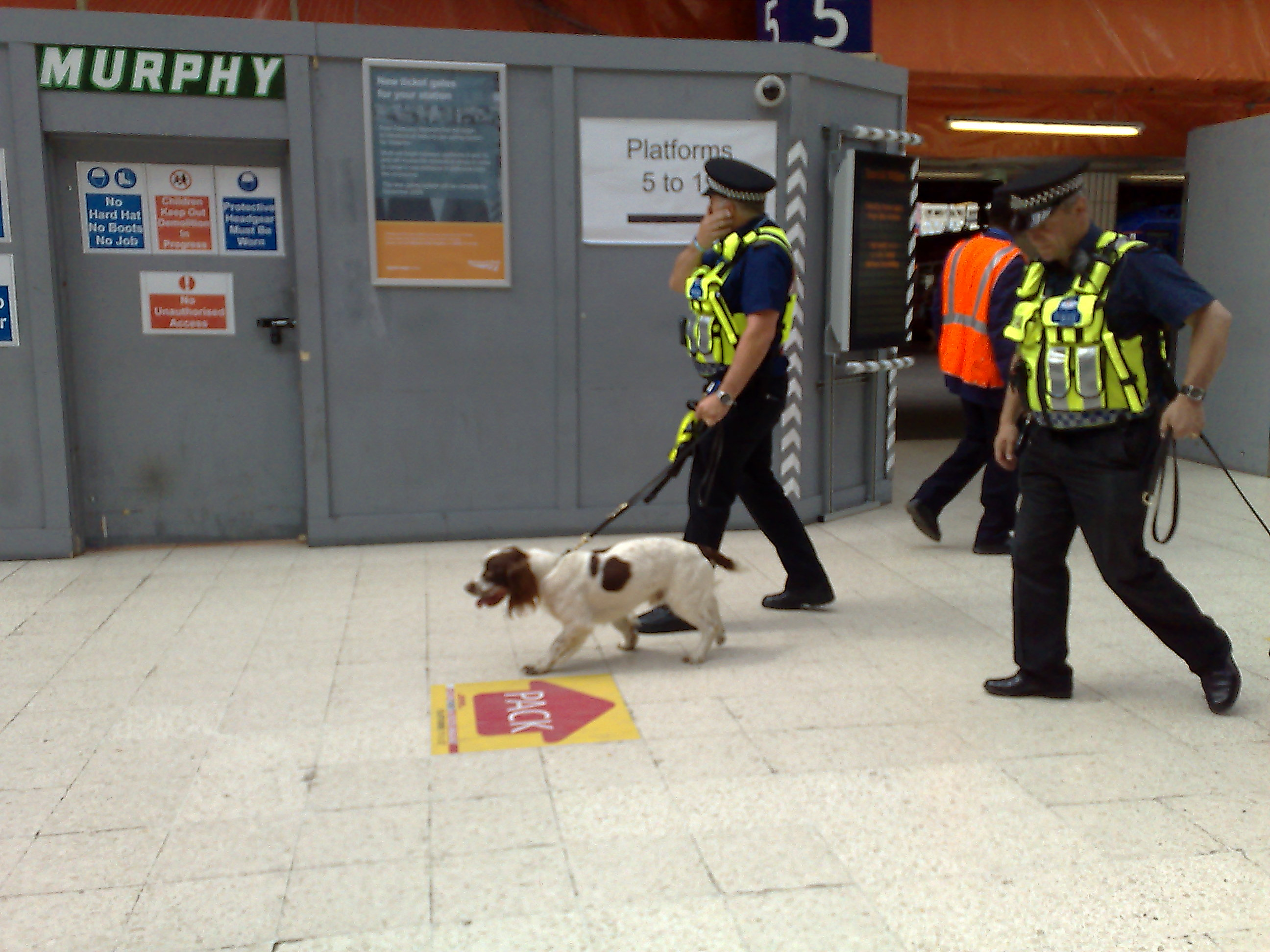

철도경찰은 철도를 담당하는 대중교통경찰이다. 가려면

## 한국
철도특별사법경찰대
서울지하철경찰대, 경기북부지하철경찰대, 경기남부지하철경찰대, 인천지하철경찰대, 대구지하철경찰대, 대전둔산경찰서 지하철출장소